# 李猶龍
李猶龍（1965年2月7日—）是臺灣出身的廣電人士與政治人物，曾任新竹縣政府文化局局長，是國防大學政治作戰學院影劇系畢業。李猶龍新聞媒體資歷豐富，曾任空軍廣播電台節目科少校科長，台北電視台（台北TV）新聞主播及製作人、中天新聞台主播、三立新聞台早晨七時至九時的晨間新聞節目《早安新鮮聞》主播、南璋股份有限公司生物科技事業處副總經理、台灣加油讚新聞總監、華視文化公司顧問、中央廣播電台總台長、澳亞衛視台灣總經理、連勝文競選總部副總幹事兼辯論組長、宏將廣告副總經理等職務。

## 生平
李猶龍曾在中國電視公司1992年八點檔連續劇《軍官與淑女》擔任軍方的上尉聯絡官，在該劇工作人員表中名列三位「節目助理」之一，負責在軍方與製作公司之間協調拍戲事宜。
2009年4月30日，時任三立主播的李猶龍與三立電視新聞部副總經理朝為發生口角衝突，被余朝為批評“小咖”（不重要的人士），憤而辭職，當天即被批准。
2012年中華民國總統選舉，李猶龍擔任台灣加油讚新聞總監。2012年7月9日，李猶龍接任中央廣播電臺總臺長。
2014年4月30日，李猶龍請辭中央廣播電臺總臺長。2014年9月，李猶龍加入台北市長選舉連勝文競選團隊，擔任辯論組組長，主要負責擔任智庫功能，負責掌握時事新聞與輿情資料，聯絡、協調與提供資料給連營發言人及名嘴，做政策辯護。
2018年12月25日，李猶龍任新竹縣政府文化局局長；2019年9月，涉嫌貪汙（公務車私用），請辭。

## 家庭
李猶龍的妻子蔡沁瑜也是台灣的新聞主播，曾任禮客時尚館副總，現任永齡教育慈善基金會副執行長。

## 學歷
- 國防大學政治作戰學院影劇系

## 經歷
- 空軍廣播電台節目科少校科長
- 台北電視台（台北TV）新聞主播及製作人
- 中天新聞台主播
- SETN主播 → 三立新聞台主播

## 配音作品
- 主要角色名稱以粗體顯示。
- 以下皆為國語配音。

### 台灣戲劇
| 播映年份 | 作品名稱           | 配演角色       | 角色演員         | 首播平台 | 配音領班 | 備註                          |
| -------- | ------------------ | -------------- | ---------------- | -------- | -------- | ----------------------------- |
| 1998年   | 虬髯客與紅拂女     | 冷峻 裴大少    | 王冰 屈鎮鰲      | 超視     | 杜滿生   |                               |
| 1999年   | 絕代雙驕           | 花無缺 杜殺    | 蘇有朋 吳廷燁    | 台視     | 呂佩玉   |                               |
| 2000年   | 包公出巡之威震金陵 | 金戈 安揚 趙虎 | 孫耀威 王冰 高亮 | 台視     | 杜滿生   | 安揚於本單元第9集由官志宏接替 |
| 2000年   | 包公出巡之明鏡高懸 | 趙虎           | 高亮             | 台視     | 杜滿生   |                               |
| 2001年   | 偷龍轉鳳           | 正德皇帝       | 焦恩俊           | 中視     | 呂佩玉   | 台灣國語配音版                |
| 2004年   | 楊門女將           | 楊宗保         | 張智堯           | 台視     | 呂佩玉   |                               |

### 日本動畫
| 播映年份 | 作品名稱               | 配演角色                                                  | 首播平台 | 備註            |
| -------- | ---------------------- | --------------------------------------------------------- | -------- | --------------- |
|          | 《美少女戰士》         | 虎之眼 艾利歐斯（天馬）                                   |          | ※華視版本       |
|          | 《新機動戰記GUNDAM W》 | 傑克斯·馬吉斯 邊提 朋特 繆拉 S博士 ザイード（卡特爾父親） |          |                 |
|          | 《封神演義》           | 太公望                                                    |          | ※衛視中文台版本 |
|          | 《足球風雲》           | 田仲俊彥                                                  |          |                 |
| 1997     | 《愛天使傳說》         | 柳葉和也（利摩那）                                        |          |                 |
| 1999     | 《黃金勇者》           | 黃金將軍．雷昂 白銀王 神聖白銀王 船長猛鯊                 |          |                 |
|          | 《機械女神》           | 花形美劍                                                  |          |                 |
|          | 《熱鬥小馬》           | 電波小子                                                  |          | ※衛視中文台版本 |

### 美國動畫
| 播映年份 | 作品名稱 | 配演角色 | 首播平台 | 備註 |
| -------- | -------- | -------- | -------- | ---- |
|          | 地球超人 | 惠樂     | 卡通頻道 |      |